# A Ti'a Porinetia
A Tia Porinetia (franska: Rassemblement des Polynésiens) är ett politiskt parti i Franska Polynesien. 
Det grundades i januari 2013, före valet till Franska Polynesiens församling senare samma år, och leddes av Teva Rohfritsch. En annan frontfigur är Gaston Tong Sang, som tidigare ledde partiet O Porinetia To Tatou Ai'a. A Tia Porinetia är anhängare av självstyre för Franska Polynesien och motståndare till självständighet.
Vid valet till Franska Polynesiens församling 2013 fick A Tia Porinetia 25,63 % av rösterna och åtta representanter. 